# Ach Gott, vom Himmel sieh darein (BWV 2)
Ach Gott, vom Himmel sieh darein (О Боже, взгляни с небес), BWV 2 — кантата Иоганна Себастьяна Баха, написанная им в Лейпциге на второе воскресенье после Троицы. Была впервые исполнена 18 июня 1724 года. Как и многие другие кантаты Баха, она основана на гимне Мартина Лютера, который был создан в 1524 году. Произведение написано для двух гобоев, четырёх тромбонов, струнных, basso continuo, солистов и хора. 

## Структура
Кантата написана в тональности соль минор и состоит из шести частей:
1. Хор «Ach Gott, vom Himmel sieh darein»
2. Речитатив (тенор) «Sie lehren eitel falsche List»
3. Ария (альт) «Tilg, o Gott, die Lehren»
4. Речитатив (бас) «Die Armen sind verstört»
5. Ария (тенор) «Durchs Feuer wird das Silber rein»
6. Хорал «Das wollst du, Gott, bewahren rein»

## История
Произведение было впервые опубликовано в 1851 году в полном сборнике работ композитора, изданном Баховским обществом. Оригинальная партитура кантаты была продана в 1969 году на аукционе «Сотби».